# Матчи сборной России по футболу 2016
| Все матчи в 2016 году |                     |     |
| Тов.                  | Россия — Литва      | 3:0 |
| Тов.                  | Франция — Россия    | 4:2 |
| Тов.                  | Чехия — Россия      | 2:1 |
| Тов.                  | Сербия — Россия     | 1:1 |
| ЧЕ-16                 | Англия — Россия     | 1:1 |
| ЧЕ-16                 | Россия — Словакия   | 1:2 |
| ЧЕ-16                 | Россия — Уэльс      | 0:3 |
| Тов.                  | Турция — Россия     | 0:0 |
| Тов.                  | Россия — Гана       | 1:0 |
| Тов.                  | Россия — Коста-Рика | 3:4 |
| Тов.                  | Катар — Россия      | 2:1 |
| Тов.                  | Россия — Румыния    | 1:0 |
| Итого в 2016 году     |                     |     |
| И В Н П М             |                     |     |
| 12 3 6 15−19          |                     |     |

По результатам отборочного турнира сборная России вышла в финальную часть чемпионата Европы, который проходил с 10 июня по 10 июля во Франции.

## Матчи

### Товарищеский матч
| 26 марта 2016 года | \| Россия \| 3:0 (1:0) Отчёт \| Литва[1] \| \| Смолов 41′ · Головин 61′ · Глушаков 72′ \| Голы \| \| | Стадион: «Спартак», Москва Зрителей: 35 400 Судьи: Даниэле Орсато; Риккардо Ди Фиоре, Алессандро Костанцо |
| Составы: Россия: Крицюк (Гильерме, 46'), Смольников, Игнашевич (к), А. Березуцкий (Юсупов, 46'), Комбаров, Самедов (Ионов, 46'), Тарасов, Глушаков, Иванов (Максимов, 69'), Мамаев (Головин, 46'), Смолов (Кержаков, 46'). Литва: Черняускас, Д. Чеснаускис (Бенета, 60'), Климавичюс, Микуцкис, Андрюшкявичюс (Вайткунас, 46'), Жулпа, Сливка (Куклис, 86'), Вербицкас, Миколюнас (Петравичюс, 46'), Спалвис (Матулявичюс, 60'), Черных (к) (Лукша, 80'). Предупреждения: Сливка (29'), Юсупов (49'), Вербицкас (69'). | | |
| Россия | 3:0 (1:0) Отчёт                                                                                      | Литва |
| Смолов 41′ · Головин 61′ · Глушаков 72′ | Голы                                                                                                 | |

| 29 марта 2016 года | \| Франция \| 4:2 (2:0) Отчёт \| Россия \| \| Канте 8′ · Жиньяк 38′ · Пайет 64′ · Коман 76′ \| Голы \| Кокорин 56′ · Жирков 68′ \| | Стадион: «Стад де Франс», Сен-Дени Зрителей: 65 000 Судьи: Крейг Томсон; Дэвид Макгичи, Аластер Мэзер |
| Составы: Франция: Льорис (к), Санья, Варан, Сако, Эвра (Матьё, 46'; Динь, 54'), Диарра, Канте, Погба (Сиссоко, 69'), Гризманн (Пайе, 62'), Жиньяк (Жиру, 79'), Марсьяль (Коман, 46'). Россия: Акинфеев (Лодыгин, 46'), Кузьмин, В. Березуцкий, А. Березуцкий, Жирков (Смольников, 69'), Дзагоев, Широков (к) (Мамаев, 70'), Головин (Глушаков, 80'), Кокорин (Смолов, 80'), Дзюба, Шатов (Самедов, 88'). Предупреждения: Кокорин (36'), Кузьмин (46'), А. Березуцкий (63'). | | |
| Франция | 4:2 (2:0) Отчёт | Россия                                                                                                |
| Канте 8′ · Жиньяк 38′ · Пайет 64′ · Коман 76′ | Голы | Кокорин 56′ · Жирков 68′                                                                              |

| 1 июня 2016 года | \| Чехия [1] \| 2:1 (0:1) Отчёт \| Россия \| \| Росицкий 49′ · Нецид 90′ \| Голы \| Кокорин 6′ \| | Стадион: «Тиволи Штадион Тироль», Инсбрук Зрителей: 650 Судьи: Роберт Шёргенхофер; Маттиас Винзауэр, Роланд Брандер |
| Составы: Чехия: Чех, Гебре Селассие, Губник (Сивок, 46'), Кадлец, Лимберски (Кадержабек, 64'), Дочкал (Скалак, 41'), Дарида, Павелка (Плашил, 46'), Росицки (к) (Коларж, 85'), Крейчи, Лафата (Нецид, 46'). Россия: Лодыгин (Гильерме, 46'), Смольников, В. Березуцкий (к) (Нойштедтер, 64'), Игнашевич, Торбинский (Комбаров, 64'), Денисов, Шатов, Иванов (Головин, 64'), Кокорин (Самедов, 64'), Дзюба (Мамаев, 46'), Смолов. |                                                                                                   | |
| Чехия | 2:1 (0:1) Отчёт                                                                                   | Россия |
| Росицкий 49′ · Нецид 90′ | Голы                                                                                              | Кокорин 6′ |

| 5 июня 2016 года | \| Сербия [1] \| 1:1 (0:0) Отчёт \| Россия \| \| Митрович 88′ \| Голы \| Дзюба 85′ \| | Стадион: «Луи II», Фонвьей, Монако Зрителей: 3 587 Судьи: Рюдди Бюке; Гийом Дебар, Лоран Стьен |
| Составы: Сербия: Стойкович, Рукавина, Иванович (к), Милунович, Райкович (Максимович, 83'), Младенович (Тошич, 65'), Груич (Коларов, 46'), Миливоевич (Здьелар, 90'+3), Костич (Живкович, 80'), Тадич, Митрович (Стоилькович, 89'). Россия: Акинфеев, Смольников (Шишкин, 62'), В. Березуцкий (к), Игнашевич, Щенников (Торбинский, 76'), Денисов (Глушаков, 51'), Головин (Иванов, 60'), Шатов (Широков, 75'), Смолов (Мамаев, 46'), Кокорин, Дзюба. |                                                                                       |                                                                                                |
| Сербия | 1:1 (0:0) Отчёт                                                                       | Россия                                                                                         |
| Митрович 88′ | Голы                                                                                  | Дзюба 85′                                                                                      |

### XV чемпионат Европы.Матч группы B
| 11 июня 2016 года | \| Англия \| 1:1 (0:0) Отчёт \| Россия \| \| Дайер 73′ \| Голы \| В. Березуцкий 90+2′ \| | Стадион: «Велодром», Марсель Зрителей: 62 343 Судьи: Никола Риццоли; Эленито Ди Либераторе, Мауро Тонолини, Даниэле Орсато, Антонио Дамато |
| Составы: Англия: Харт, Уокер, Роуз, Кэхилл, Смоллинг, Дайер, Алли, Лаллана, Стерлинг (Милнер, 87'), Руни (к) (Уилшир, 78'), Кейн. Россия: Акинфеев, Смольников, Щенников, Игнашевич, В. Березуцкий (к), Нойштедтер (Глушаков, 80'), Головин (Широков, 77'), Шатов, Смолов (Мамаев, 85'), Дзюба, Кокорин. Предупреждения: Кэхилл (62'), Щенников (72'). |                                                                                          | |
| Англия | 1:1 (0:0) Отчёт                                                                          | Россия |
| Дайер 73′ | Голы                                                                                     | В. Березуцкий 90+2′ |

Таблица после тура
| 1 | Уэльс    |     |     |     | 2:1 | 1 | 1 | 0 | 0 | 2 − 1 | 3 |
| 2 | Англия   |     |     | 1:1 |     | 1 | 0 | 1 | 0 | 1 − 1 | 1 |
| 3 | Россия   |     | 1:1 |     |     | 1 | 0 | 1 | 0 | 1 − 1 | 1 |
| 4 | Словакия | 1:2 |     |     |     | 1 | 0 | 0 | 1 | 1 − 2 | 0 |

| 15 июня 2016 года | \| Россия \| 1:2 (0:2) Отчёт \| Словакия \| \| Глушаков 80′ \| Голы \| Вайсс 32′ · Гамшик 45′ \| | Стадион: «Пьер Моруа», Лилль Зрителей: 38 989 Судьи: Дамир Скомина; Юре Прапротник, Роберт Вукан; Юнас Эрикссон; Матей Юг, Славко Винчич |
| Составы: Россия: Акинфеев, Смольников, Щенников, Нойштедтер (Глушаков, 46'), В. Березуцкий (к), Игнашевич, Головин (Мамаев, 46'), Шатов, Кокорин (Широков, 76'), Дзюба, Смолов. Словакия: Козачик, Пекарик, Губочан, Шкртел (к), Дюрица, Печовски, Куцка, Гамшик, Дуда (Немец, 67'), Мак (Дюриш, 80'), Вайсс (Швенто, 72'). Предупреждения: Дюрица (46'). |                                                                                                  | |
| Россия | 1:2 (0:2) Отчёт                                                                                  | Словакия |
| Глушаков 80′ | Голы                                                                                             | Вайсс 32′ · Гамшик 45′ |

Таблица после тура
| 1 | Англия   |     | 2:1 |     | 1:1 | 2 | 1 | 1 | 0 | 3 − 2 | 4 |
| 2 | Уэльс    | 1:2 |     | 2:1 |     | 2 | 1 | 0 | 1 | 3 − 3 | 3 |
| 3 | Словакия |     | 1:2 |     | 2:1 | 2 | 1 | 0 | 1 | 3 − 3 | 3 |
| 4 | Россия   | 1:1 |     | 1:2 |     | 2 | 0 | 1 | 1 | 2 − 3 | 1 |

| 20 июня 2016 года | \| Россия \| 0:3 (0:2) Отчёт \| Уэльс \| \| \| Голы \| Рэмзи 11′ · Тейлор 20′ · Бейл 67′ \| | Стадион: Муниципальный, Тулуза Зрителей: 28 840 Судьи: Юнас Эрикссон; Матиас Класениус, Даниэль Вернмарк Даниэле Орсато; Стефан Юханнессон, Маркус Стрёмбергссон |
| Составы: Россия: Акинфеев, Смольников, В. Березуцкий (А. Березуцкий, 46'), Игнашевич, Комбаров, Мамаев, Глушаков, Широков (к) (Головин, 52'), Кокорин, Дзюба, Смолов (Самедов, 70'). Уэльс: Хеннесси, Гантер, Тейлор, Дэвис, Уильямс (к), Честер, Аллен (Эдвардс, 74'), Ледли (Кинг, 76'), Рэмзи, Бэйл (Чёрч, 83'), Воукс. Предупреждения: Воукс (16'), Мамаев (64'). |                                                                                             | |
| Россия | 0:3 (0:2) Отчёт                                                                             | Уэльс |
| | Голы                                                                                        | Рэмзи 11′ · Тейлор 20′ · Бейл 67′ |

Итоговая таблица
| 1 | Уэльс    |     | 1:2 | 2:1 | 3:0 | 3 | 2 | 0 | 1 | 6 − 3 | 6 |
| 2 | Англия   | 2:1 |     | 0:0 | 1:1 | 3 | 1 | 2 | 0 | 3 − 2 | 5 |
| 3 | Словакия | 1:2 | 0:0 |     | 2:1 | 3 | 1 | 1 | 1 | 3 − 3 | 4 |
| 4 | Россия   | 0:3 | 1:1 | 1:2 |     | 3 | 0 | 1 | 2 | 2 − 6 | 1 |

### Товарищеский матч
| 31 августа 2016 года | \| Турция [12] \| 0:0 (0:0) Отчёт \| Россия \| | Стадион: «Анталья Арена», Анталья Зрителей: 31 000 Судьи: Дамир Скомина; Юре Прапротник, Роберт Вукан |
| Составы: Турция: Бабаджан, Кейбаши (Калдырым, 46'), Сёюнджю, Озбайраклы, Азиз (Чалык, 68'), Чалханоглу (Унал, 62'), Туфан, Топал (к), Шен (Айхан, 46'), Мор (Йокушлу, 85'), Тосун (Малли, 62'). Россия: Акинфеев, Новосельцев, Кудряшов (Нойштедтер, 67'), В. Березуцкий (к), Жирков, Самедов, Шатов, Тарасов (Газинский, 61'), Оздоев (Зобнин, 79'), Миранчук (Ерохин, 55'), Смолов (Канунников, 79'). Предупреждения: Жирков (45+1'). |                                                | |
| Турция | 0:0 (0:0) Отчёт                                | Россия                                                                                                |

| 6 сентября 2016 года | \| Россия \| 1:0 (1:0) Отчёт \| Гана[12] \| \| Смолов 20′ \| Голы \| \| | Стадион: «Локомотив», Москва Зрителей: 14 000 Судьи: Алияр Агаев; Зейнал Зейналов, Рза Мамедов |
| Составы: Россия: Акинфеев, Семёнов, В. Березуцкий (к), Шишкин, Петров (Кудряшов, 79'), Жирков (Шатов, 82'), Самедов (Канунников, 70'), Дзагоев (Миранчук, 58'), Газинский (Оздоев, 64'), Зобнин, Смолов (Полоз, 88'). Гана: Квараси, Аффул, Менса (к), Бой, Баба, Вакасо (Дункан, 79'), Аккуа (Тетте, 90'), Партей (Агйеманг-Баду, 63'), Атсу, Ачимпонг (Аккам, 78'), Дж. Айю. Предупреждения: Бой (53'), Зобнин (81'). |                                                                         |                                                                                                |
| Россия | 1:0 (1:0) Отчёт                                                         | Гана                                                                                           |
| Смолов 20′ | Голы                                                                    |                                                                                                |

| 9 октября 2016 года | \| Россия \| 3:4 (1:3) Отчёт \| Коста-Рика[16] \| \| Самедов 31′ · Дзюба 48′, 61′ \| Голы \| Асофейфа 22′ · Руис 29′ · В. Березуцкий 45+2′ (авт.) · Кэмпбелл 90+2′ (пен.) \| | Стадион: «Краснодар», Краснодар Зрителей: 34 200 Судьи: Равшан Ирматов; Абдухамидулло Расулов, Джахонгир Саидов |
| Составы: Россия: Джанаев, Смольников, В. Березуцкий (к), Кутепов, Петров, Зобнин, Газинский, Шатов (Полоз, 56'), Самедов (Оздоев, 82'), Ерохин (Жирков, 82'), Дзюба (Канунников, 89'). Коста-Рика: Навас, Гонсалес, Сальватьерра, Матаррита (Овьедо, 74'), Кальво, Акоста (Уостон, 69'), Асофейфа (Техеда, 66'), Борхес (Гусман, 78'), Венегас, Руис (к) (Кэмпбелл, 70'), Уренья (Уоллес, 69'). Предупреждения: Венегас (45'), Кэмпбелл (77'), Смольников (85'). | | |
| Россия | 3:4 (1:3) Отчёт | Коста-Рика |
| Самедов 31′ · Дзюба 48′, 61′ | Голы | Асофейфа 22′ · Руис 29′ · В. Березуцкий 45+2′ (авт.) · Кэмпбелл 90+2′ (пен.)                                    |

| 10 ноября 2016 года | \| Катар \| 2:1 (1:1) Отчёт \| Россия \| \| Хухи 35′ (пен.) · Будиаф 72′ \| Голы \| Самедов 5′ (пен.) \| | Стадион: имени шейха Джассима бин Хамада, Эр-Райян, Катар Зрителей: 3 560 Судьи: Кристиан Павел Балай; Мирча Орбулец, Александру Церей |
| Составы: Катар: аль-Шееб, Мигель, Касула (Будиаф, 46'), Али Хассан Афиф (Исмаиль, 69'), Хухи (Абубакар, 69'), Муса, Ассадала (аль-Хайдос, 61'), Маджид (к) (Али, 55'), Жуниор, Акрам Афиф, аль-Аельдин (Табата, 46'). Россия: Акинфеев (к) (Крицюк, 58'), Васин, Кутепов, Кудряшов, Самедов (Могилевец, 85'), Глушаков, Зобнин, Ерохин (Газинский, 53'), Комбаров (Панченко, 81'), Полоз (Шишкин, 46'), Кокорин. Предупреждения: Маджид (52'), Табата (79'), Жуниор (86'), аль-Хайдос (90'). Примечание: Маджид (Катар) не реализовал пенальти (29', мимо). Кокорин (Россия) не реализовал пенальти (88', вратарь). | | |
| Катар | 2:1 (1:1) Отчёт                                                                                          | Россия |
| Хухи 35′ (пен.) · Будиаф 72′ | Голы | Самедов 5′ (пен.) |

| 15 ноября 2016 года | \| Россия \| 1:0 (0:0) Отчёт \| Румыния[19] \| \| Оздоев 90+3′ \| Голы \| \| | Стадион: «Ахмат-арена», Грозный Зрителей: 30 000 Судьи: Алексей Кульбаков; Дмитрий Жук, Олег Маслянко |
| Составы: Россия: Акинфеев (к), Семёнов, Кудряшов (Новосельцев, 84'), Кутепов, Самедов, Глушаков, Зобнин, Могилевец (Ерохин, 68'), Миранчук (Полоз, 61'), Жирков (Оздоев, 46'), Кокорин. Румыния: Пантилимон, Эначе, Сэпунару, Григоре (к) (Цэру, 90'+1), Латовлевичи (Филип, 66'), Ротариу, Марин, Препелицэ, Станчу (Неделку, 90'+2), Грозав (Попа, 83'), Андоне. Предупреждения: Препелицэ (71'). |                                                                              | |
| Россия | 1:0 (0:0) Отчёт                                                              | Румыния                                                                                               |
| Оздоев 90+3′ | Голы                                                                         | |

В ноябрьском интерьвью Станислав Черчесов рассказал об осенних играх сборной:
«В октябре у нас был один матч с Коста-Рикой, к которому мы целенаправленно готовились. Да, результат получился отрицательным, но содержанием игры я остался удовлетворен. По ходу той встречи мы оказались в положении отыгрывающихся, но сумели выровнять ситуацию и сравнять счет. Жаль, что пропустили с пенальти в компенсированное время. Катару, матч с которым тоже не обошелся без ударов с одиннадцатиметровой отметки, проиграли, хотя открыли счет в матче. А вот румынам уже сами забили в добавленное арбитром время. Сейчас идет процесс становления команды. Быть может, мы бы и хотели видеть в составе Федора Смолова, Артема Дзюбу, Алана Дзагоева, Олега Шатова, Василия Березуцкого, но из-за травм в команде их не было…»

## Авторы забитых мячей
3 мяча
- Артём Дзюба

2 мяча
- Александр Кокорин
- Денис Глушаков
- Фёдор Смолов
- Александр Самедов

1 мяч
- Александр Головин
- Юрий Жирков
- Василий Березуцкий
- Магомед Оздоев

## Авторы пропущенных мячей
1 мяч
- Эрик Дайер
- Карим Будиаф
- Буалем Хухи
- Рэндалл Асофейфа
- Хоэль Кэмпбелл
- Брайан Руис
- Александар Митрович
- Владимир Вайсс
- Марек Гамшик
- Гарет Бэйл
- Аарон Рэмзи
- Нил Тейлор
- Андре-Пьер Жиньяк
- Н’Голо Канте
- Кингсли Коман
- Димитри Пайет
- Томаш Нецид
- Томаш Росицки

## Автоголы
1 мяч
- Василий Березуцкий